# Anders Nordahl
Anders Lars Erik Nordahl, född 26 juni 1984 i Göteborg, är en svensk skådespelare. Han är mest känd för sin roll som David Zimmerman i dramaserien Andra Avenyn. Han har även varit med i polisserien Höök. Han är utbildad på Skara Skolscen (2004–2005) och Lerums Gymnasieskola/Drama (2000–2003).

## Filmografi
- 2020 - Beck – Utom rimligt tvivel
- 2019 - Gösta
- 2013 – Fjällbackamorden: Vänner för livet
- 2012 – Johan Falk: De 107 patrioterna (Jarmo, vapenansvarig)
- 2011 – Gränsen (Axel Halvars)
- 2010 – Kan du förlåta? (Berg)
- 2008 – Höök (S2 avsnitt 9-10 "Värnpliktig Kask")
- 2008 – Andra avenyn (David Zimmerman)
- 2003 – Kniven i hjärtat  (Statist)
- 2000 – 2001 - Vita Lögner (Statist)
- 2025 – Stenbeck

## Teater
- 2009 – Mannie Mannie Mannie - Mannie
- 2007 – Robot SM - Konferencier
- 2007 – Ensemble
- 2006 – Bröderna Lejonhjärta mf. - Jonatan/ Jojkas/ Abbe Astrid Lindgrens Värld
- 2006 – To whom it may concern - Manlig Huvudroll
- 2005 – Ronja Rövardotter mf. - Jojkas/ Jonatan Lejonhjärta
- 2005 – Ett Rum med två sängar - Tobias Knubb
- 2004 – Julshow
- 2004 – Fadren - Ryttmästaren
- 2004 – 2 Clowner Store-bror - Clown
- 2004 – Boogie Woogie - Raymond Stridh
- 2003 – Julshow - Triss i Joker
- 2003 – Kåldolmar och Kalsipper - Gubben i korgen
- 2001 – Gökboet - MacMurphy
- 2001 – En alldeles särskild dag - En av pojkarna i familjen
- 2000 – OCH?! - Kille i klassen